# Eric Dolphy
Eric Allan Dolphy (Los Angeles, 20 de juny de 1928 – 29 de juny de 1964) fou un saxofonista, flautista i clarinetista baix estatunidenc. Dolphy va ser un dels saxofonistes de jazz que van donar-se a conèixer a la dècada del 1960. També va ser el primer solista important del jazz amb el clarinet baix, i un dels primers flautistes importants. El seu estil d'improvisació es caracteritza per l'ús d'intervals llargs, basats en gran manera en l'escala dodecafònica, a més de fer servir un ampli ventall de tècniques per a reproduir sons similars a la veu humana i als animals, amb els quals feia literalment parlar els seus instruments. Tot i que l'obra de Dolphy es classifica de vegades com a free jazz, les seves composicions i solos tenen una lògica que manca en altres músics de free jazz de la seva època; tot i això, se'l considerà un improvisador d'avantguarda.

## Biografia

### Inicis
Dolphy va néixer a Los Angeles i va estudiar al Los Angeles City College. Va tocar amb músics locals durant uns quants anys, d'entre els quals destaquen les big bands de bebop de Gerald Wilson i Roy Porter. A les seves primeres gravacions se'l pot sentir tocant els saxos soprano i baríton, a més del seu instrument principal, el saxo alt. Dolphy finalment va saltar al circuit dels grans noms com a membre del quintet de Chico Hamilton. Amb aquest grup es va fer conegut entre una audiència més gran i va girar fins al 1959, quan va abandonar aquesta formació per a establir-se a Nova York.

### Primeres col·laboracions
John Coltrane havia guanyat audiència i notorietat entre els crítics amb el quintet de Miles Davis. Tot i que els quintets de Coltrane amb Dolphy (incloent la gravació al Village Vanguard i les sessions d'Africa/Brass) ara són llegendaris, en el seu moment van provocar que la revista Down Beat titllés la seva música danti-jazz'. Coltrane diria després d'aquestes crítiques: "van fer que semblés que no teníem la més mínima idea de música (...) em sap greu veure'l [Dolphy] enredat en aquesta troca."
L'edició original del directe de Coltrane al Vanguard seleccionà tres números, només un dels quals amb Dolphy. Després d'haver estat editada caòticament durant els següents 30 anys, finalment Impulse va publicar una edició amb tota la música del Vanguard el 1997 ('The Complete 1961 Village Vanguard Recordings'), en la que apareixen 15 temes en els que Dolphy toca el saxo alt i el clarinet, donant una nova dimensió a aquestes gravacions ja clàssiques. Una caixa posterior de discos del segell Pablo amb música dels tours europeus de començament dels 60 de Coltrane va aportar més gravacions de Dolphy.
Durant aquest període, Dolphy també va tocar en altres famosos projectes, com ara el clàssic Free Jazz d'Ornette Coleman, The Blues and the Abstract Truth i Straight Ahead, de l'arranjador Oliver Nelson i Ezz-Thetics, del compositor i pianista George Russell.

### Com a líder
La carrera discogràfica com a líder de Dolphy començà en el segell Prestige Records. Amb aquesta discogràfica va publicar un total de 13 discos gravats des d'abril del 1960 fins al setembre de 1961, tot i que ell no va liderar totes les sessions. Prestige va publicar una caixa amb 9 CDs que contenen totes les gravacions que va fer Dolphy per al segell.
Els seus primers dos discos com a líder van ser Outward Bound i Out There. El primer, més accessible i basat més en l'estil bop que les posteriores gravacions, va ser gravat a l'estudi de Rudy Van Gelder a Nova Jersey amb els trompetista hard-bop Freddie Hubbard. Tot i així la música no deixava de tenir certa complexitat, cosa que en certa manera justifica que la discogràfica decidís incloure la paraula 'out' al títol.
Per la seva banda, Out There és més proper a la música 'third stream', i reminiscent a més de la instrumentació del quintet de Hamilton amb Ron Carter al cello i Dolphy al clarinet baix, clarinet i flauta, a més dels saxos.
Far Cry va ser gravat també per a Prestige el 1960 i va suposar la seva primera col·laboració amb el trompetista Booker Little, una ànima bessona amb qui gravaria un directe llegendari al club Five Spot de Nova York abans de la mort de Little als 23 anys.
Dolphy va efectuar diverses gravacions de saxo sol, format en el que tan sols l'havien precedit Coleman Hawkins i Sonny Rollins. El disc Far Cry conté una de les seves interpretacions més memorables amb el saxo alt sobre l'estàndard "Tenderly", però va ser durant la següent gira per Europa quan els seus solos sobre l'estàndard "God Bless the Child" van esdevenir mítics. Diverses gravacions de la gira europea, fetes a Copenhaguen, Uppsala i d'altres ciutats han estat editades diversos cops per petits segells.
La música 'clàssica' contemporània també va formar part de la carrera de Dolphy. Va interpretar 'Density 21.5' per a flauta sola d'Edgard Varèse al Festival de Música d'Ojai el 1962, i va participar en diferents projectes del 'Third Stream' de Gunther Schuller.
El juliol de 1963 va preparar unes sessions amb el productor Alan Douglas en les que l'acompanyaven alguns dels joves valors del moment. El resultat van ser els seus discs "Iron Man" i "Conversations". Durant aquest any el va acompanyar ocasionalment un jove Herbie Hancock.
El 1964, Dolphy va firmar amb la discogràfica Blue Note i va enregistrar "Out to Lunch!", amb Freddie Hubbard, Bobby Hutcherson, Richard Davis i Tony Williams. Aquest disc, fortament influït per l'avantguarda, inclou alguns dels solos més dissonants i imprevisibles que va gravar mai. Aquest va ser el seu darrer disc d'estudi important, i és sovint considerat no només el millor disc de Dolphy, sinó un dels millors de tota la història del jazz.

## Mesos finals
Després d'"Out to Lunch!" i d'una aparició com a acompanyant al disc "Point of Departure" d'Andrew Hill, Dolphy va marxar a començaments de 1964 de gira a Europa amb el sextet de Charles Mingus. La seva intenció era quedar-s'hi amb la seva promesa, que treballava de ballarina de balet a París.
La banda de Mingus d'aquesta gira, amb Dolphy i el pianista Jaki Byard, està gravada al concert de Cornell i és una de les més sòlides de les que va tenir el contrabaixista.
Després de deixar la banda de Mingus, va tocar i gravar amb diverses formacions europees, i estava preparant una reunió per a gravar amb Albert Ayler.
A les notes de comentari de la caixa "Complete Prestige Recordings" s'hi afirma que Dolphy "va patir un atac a la seva habitació d'hotel a Berlín i quan va ser traslladat a l'hospital se li va diagnosticar un coma diabètic. Després d'administrar-se-li insulina (aparentment d'un tipus més fort que la que s'emprava als Estats Units) va patir una sobredosi d'insulina i va morir". Un documental posterior ho discuteix, afirmant que Dolphy va patir un atac en un escenari de Berlin i que un cop a l'hospital, com que els metges no sabien que era diabètic, van pensar que es tractava d'una sobredosi de droga, de manera que el van deixar en un llit fins que li passés l'efecte.
Dolphy va morir el 29 de juny de 1964 d'un coma diabètic, deixant un breu però importantíssim llegat al món del jazz. La mare de Dolphy, Sadie, que tenia grats records del seu fill practicant a l'estudi de casa seva, li va oferir els instruments que Dolphy havia comprat a França i que no havia arribat a tocar a Coltrane, qui els va gravar en diversos discs abans de la seva pròpia mort el 1967. Dolphy estava promès amb Joyce Mordecai, una ballarina clàssica.

## Influència
La presència musical de Dolphy va ser altament influencial per a tot un seguit d'artistes que més tard esdevindrien també llegendaris. Dolphy va treballar intermitentment amb Ron Carter i Freddie Hubbard durant tota la seva carrera, i als anys finals va contractar Herbie Hancock, Bobby Hutcherson i Woody Shaw per a treballar a les seves bandes d'estudi i de directe. Out to Lunch! també comptà amb la presència d'un altre 'jove lleó', el bateria Tony Williams, i la seva participació en el disc Point of Departure d'Andrew Hill acostà la seva influència al saxofonista aleshores emergent Joe Henderson.
Carter, Hancock i Wiiliams esdevindrien una de les més llegendàries seccions rítmiques de la història del jazz, tant en els seus propis discs com en el nucli del segon gran quintet de Miles Davis. Aquesta part del segon quintet és una nota a peu de pàgina irònica per a Davis, qui tot i que no li agradava la música de Dolphy, va acabar agrupant una secció rítmica d'ex-col·laboradors del saxofonista amb un estil 'out' molt similar al de Dolphy.
A més a més, el seu treball amb el productor de jazz i rock Alan Douglas va afavorir que l'estil de Dolphy influenciés músics dels camps de la fusió i el rock, d'entre els quals destaquen els guitarristes John McLaughlin i Jimi Hendrix. Frank Zappa, artista eclèctic que s'inspirà en part en el jazz, homenatjà l'estil de Dolphy amb el tema "The Eric Dolphy Memorial Barbecue" (del disc Weasels Ripped My Flesh, del 1970).
El 1964 Eric Dolphy va ser inclòs, pòstumament, a la llista "Hall of Fame" de la prestigiosa revista Down Beat.

## Discografia
| Data | Títol                                                             | Discogràfica      | Líder                | Col·laboradors                  |
| ---- | ----------------------------------------------------------------- | ----------------- | -------------------- | ------------------------------- |
| 1958 | Chico Hamilton Quintet with Strings Attached                      |                   | Chico Hamilton       |                                 |
| 1958 | The Original Ellington Suite                                      |                   | Chico Hamilton       |                                 |
| 1958 | Gongs East!                                                       |                   | Chico Hamilton       |                                 |
| 1959 | That Hamilton Man també publicat com a Truth                      |                   | Chico Hamilton       |                                 |
| 1959 | Hot & Cool Latin                                                  |                   | Treball propi        |                                 |
| 1959 | Wherever I Go                                                     |                   | Treball propi        |                                 |
| 1960 | Dash One                                                          | Prestige Records  | Treball propi        |                                 |
| 1960 | Outward Bound                                                     | Prestige Records  | Treball propi        |                                 |
| 1960 | Status                                                            | Prestige Records  | Treball propi        |                                 |
| 1960 | Here and There                                                    | Prestige Records  | Treball propi        |                                 |
| 1960 | Looking Ahead                                                     | Prestige Records  | Treball propi        |                                 |
| 1960 | Fire Waltz                                                        | Prestige Records  | Treball propi        |                                 |
| 1960 | Out There                                                         | Prestige Records  | Treball propi        |                                 |
| 1960 | The Caribe with the Latin Jazz Quintet                            | Prestige Records  | Treball propi        |                                 |
| 1960 | Magic                                                             | Prestige Records  | Treball propi        |                                 |
| 1960 | Far Cry                                                           | Prestige Records  | Treball propi        |                                 |
| 1960 | Eric Dolphy                                                       | Prestige Records  | Treball propi        |                                 |
| 1960 | Other Aspects                                                     | Blue Note Records | Treball propi        |                                 |
| 1960 | Candid Dolphy                                                     |                   | Treball propi        |                                 |
| 1960 | Pre-Bird [també conegut com Mingus Revisited]                     |                   | Charles Mingus       |                                 |
| 1960 | Charles Mingus Presents Charles Mingus                            |                   | Charles Mingus       |                                 |
| 1960 | Mingus at Antibes                                                 |                   | Charles Mingus       |                                 |
| 1960 | Free Jazz: A Collective Improvisation                             |                   | Ornette Coleman      |                                 |
| 1960 | Screamin' the Blues                                               |                   | Oliver Nelson        |                                 |
| 1960 | Looking Ahead                                                     |                   | Makanda Ken McIntyre |                                 |
| 1960 | Out Front                                                         |                   | Booker Little        |                                 |
| 1960 | John Lewis Presents Jazz Abstractions                             |                   | John Lewis           |                                 |
| 1964 | Out to Lunch!                                                     | Blue Note Records | Treball propi        |                                 |
| 1961 | The Quest                                                         | Prestige Records  | Treball propi        |                                 |
| 1961 | The Great Concert of Eric Dolphy [directe]                        | Prestige Records  | Treball propi        |                                 |
| 1961 | Live! at the Five Spot, Vols. 1 & 2                               | Prestige Records  | Treball propi        | amb Mal Waldron i Booker Little |
| 1961 | Eric Dolphy in Europe, Vols. 1-3 [directe]                        | Prestige Records  | Treball propi        |                                 |
| 1961 | Copenhagen Concert [directe]                                      | Prestige Records  | Treball propi        |                                 |
| 1961 | Quartet 1961                                                      | Prestige Records  | Treball propi        |                                 |
| 1961 | Softly, As in a Morning Sunrise                                   |                   | Treball propi        |                                 |
| 1961 | The Blues and the Abstract Truth                                  |                   | Oliver Nelson        |                                 |
| 1961 | Straight Ahead                                                    |                   | Oliver Nelson        |                                 |
| 1961 | Olé Coltrane                                                      |                   | John Coltrane        |                                 |
| 1961 | Africa/Brass                                                      |                   | John Coltrane        |                                 |
| 1961 | Live! at the Village Vanguard                                     |                   | John Coltrane        |                                 |
| 1961 | Ezz-thetics                                                       |                   | George Russell       |                                 |
| 1961 | Percussion Bitter Sweet                                           |                   | Max Roach            |                                 |
| 1961 | The Latin Jazz Quintet                                            | United Artists    | Phil Diaz            |                                 |
| 1962 | Eric Dolphy Quintet featuring Herbie Hancock: Complete Recordings | Prestige Records  | Treball propi        |                                 |
| 1962 | Berlin Concerts [live]                                            |                   | Treball propi        |                                 |
| 1962 | Vintage Dolphy                                                    |                   | Treball propi        |                                 |
| 1963 | The Illinois Concert                                              | Blue Note Records | Treball propi        |                                 |
| 1963 | Iron Man                                                          |                   | Treball propi        |                                 |
| 1963 | Conversations, també conegut com Jitterbug Waltz                  |                   | Treball propi        |                                 |
| 1963 | Mingus Mingus Mingus Mingus Mingus                                |                   | Charles Mingus       |                                 |
| 1963 | Impressions (al tema "India")                                     |                   | John Coltrane        |                                 |
| 1964 | Last Date                                                         |                   | Treball propi        |                                 |
| 1964 | Naima                                                             |                   | Treball propi        |                                 |
| 1964 | Unrealized Tapes                                                  |                   | Treball propi        |                                 |
| 1964 | Town Hall Concert                                                 |                   | Charles Mingus       |                                 |
| 1964 | The Great Concert of Charles Mingus                               |                   | Charles Mingus       |                                 |
| 1964 | Revenge!                                                          |                   | Charles Mingus       |                                 |
| 1964 | Charles Mingus Sextet with Eric Dolphy: Cornell 1964              |                   | Charles Mingus       |                                 |
| 1964 | Point of Departure                                                |                   | Andrew Hill          |                                 |
| 1964 | The Sextet of Orchestra U.S.A.                                    |                   | John Lewis           |                                 |